# Une chambre à soi
Une chambre à soi (titre original : A Room of One's Own), ou Un lieu à soi dans la traduction de Marie Darrieussecq, est un essai de Virginia Woolf, publié pour la première fois en 1929. Il se base sur plusieurs conférences que celle-ci a données en octobre 1928 dans deux collèges pour femmes de Cambridge, Newnham College et Girton College.
Le sujet principal de ce texte est la place des écrivaines dans l'histoire de la littérature, principalement dans le contexte britannique. Woolf se penche sur les facteurs qui ont entravé l'accession des femmes à l'éducation, à la production littéraire et au succès. L'une de ses thèses principales, qui a donné son titre à l'ouvrage, est qu'une femme doit au moins disposer « de quelque argent et d'une chambre à soi » si elle veut produire une œuvre romanesque.
Ce texte est considéré comme tenant une place importante dans l'histoire du féminisme,. Il figure à la 69e place sur la liste des cent livres du siècle publiée par Le Monde en 1999. Le Guardian le classe en 2016 parmi les 100 meilleurs livres de non-fiction.

## Résumé
Dans un style mêlant évocation, questionnements et ironie, Virginia Woolf détaille les conditions matérielles limitant l'accès des femmes à l'écriture : difficultés pour les femmes à voyager seules pour s'ouvrir l'esprit, à s'installer à la terrasse d'un restaurant pour prendre le temps de réfléchir, à s'asseoir dans l'herbe à la recherche d'une idée ou encore à accéder à la bibliothèque des universités anglaises traditionnelles (où elles devaient être accompagnées par un membre de la faculté). Woolf s'attarde sur les contraintes liées au mariage, à la charge des enfants et du ménage, ne laissant plus le temps aux femmes de se consacrer à l'écriture. À un évêque qui déclarait qu'il était impossible qu'une femme ait eu dans le passé, ait dans le présent ou dans l'avenir le génie de Shakespeare, elle répond « il aurait été impensable qu'une femme écrivît les pièces de Shakespeare à l'époque de Shakespeare » en comparant les conditions de vie de Shakespeare et celles de sa sœur (fictive).
Quand bien même les femmes voulaient écrire dans ces conditions, elles devaient braver le discours dominant qui leur faisait douter de leurs capacités et tentait de les décourager : « La caractéristique de la femme, disait avec emphase M. Greg, c'est d'être entretenue par l'homme et d'être à son service. Il existait une masse immense de déclarations masculines tendant à démontrer qu'on ne pouvait rien attendre, intellectuellement, d'une femme. »
Woolf dégage deux éléments indispensables pour permettre à une femme d'écrire :
- avoir une chambre à soi qu'elle peut fermer à clé afin de pouvoir écrire sans être dérangée par les membres de sa famille ;
- disposer de 500 £ de rente lui permettant de vivre sans soucis. Elle rappelle à ce titre que les femmes ne pouvaient pas posséder l'argent qu'elles gagnaient, et déclare, à l'époque où les femmes se voient accorder le droit de vote : « De ces deux choses, le vote et l'argent, l'argent, je l'avoue, me sembla de beaucoup la plus importante. »

Quand bien même les femmes auraient pu braver toutes ces épreuves et publier un livre, elles devraient encore faire face à la critique empreinte de « valeurs masculines » : « Parlons franc, le football et le sport sont choses « importantes » ; le culte de la mode, l'achat des vêtements sont choses « futiles ». Et il est inévitable que ces valeurs soient transposées de la vie dans la fiction. »

## Réception
À sa sortie, le livre fait l'objet de recensions dithyrambiques dans la presse, en particulier The Guardian, le Los Angeles Times et la revue Graphic. Au contraire, Arnold Bennett dans l’Evening Standard du 28 novembre 1929, qualifie Virginia Woolf de « Reine des sourcils levés », soutient que la thèse principale n’est pas étayée, et demande: 

« Que nous veut le féminisme moderne, plus dangereux que le bolchevisme ? En prétendant les faire égaler l’homme dans tous les domaines, il a jeté les femmes dans une âpre lutte où se détraque leur organisme. »

## Éditions
- Traduction de Clara Malraux : Une chambre à soi, Gonthier, 1965 (BNF 33224947)
- Traduction d'Elise Argaud en 2012, Une pièce bien à soi, Rivages, 2012
- Traduction de Marie Darrieussecq en 2016 : Un lieu à soi  (trad. de l'anglais), Paris, éditions Denoël, 2016, 171 p. (ISBN 978-2-207-12367-6 et 2-207-12367-7, OCLC 944263529, lire en ligne).
- Traduction de Sophie Chiari en 2020 : Une chambre à soi : ou Les femmes et la littérature  (préf. Lauren Bastide), Paris, Le Livre de poche, 9 septembre 2020, 216 p. (ISBN 978-2-253-10200-7).